# Оклахома-Сити Тандер
«Оклахо́ма-Си́ти Та́ндер» (англ. Oklahoma City Thunder) — профессиональный баскетбольный клуб из города Оклахома-Сити, столицы штата Оклахома, США. Клуб выступает в Северо-западном дивизионе Западной конференции Национальной баскетбольной ассоциации. Домашним стадионом команды в Оклахома-Сити является «Чизпик Энерджи-арена». Клуб также владеет играющей в Джи-Лиге НБА командой «Оклахома-Сити Блю». «Тандер» — единственная команда штата Оклахома, которая выступает в одной из четырёх главных спортивных лиг США — НБА, НХЛ, НФЛ и ГЛБ.
До 2008 года команда называлась «Суперсоникс» и базировалась в Сиэтле. В качестве «Сиэтл Суперсоникс» команда 22 раза выходила в плей-офф НБА, 7 раз побеждала в своём дивизионе и выиграла чемпионат в 1979 году.

## История команды

### 1967—2008 «Сиэтл Суперсоникс»
Клуб «Сиэтл Суперсоникс» был основан в 1967 году. «Соникс» два раза подряд выходили в финалы НБА — в 1978 и в 1979 годах. Оба раза их соперником становилась команда «Вашингтон Буллетс» (ныне «Уизардс»). В 1978 году «Сиэтл» проиграл в серии из семи матчей, а в 1979 победил в серии из пяти. После этого команда больше не выигрывала чемпионат, хотя регулярно выходила в плей-офф. Так продолжалось вплоть до драфта 1989 года, на котором был выбран Шон Кемп, и 1990 года, когда в команде появился Гэри Пэйтон, а новым главным тренером был назначен Джордж Карл. «Соникс» вновь вошли в число претендентов на титул НБА — с 1991 по 1998 годы команда не пропустила ни одного розыгрыша плей-офф.
В сезоне 1995/96 годов «Суперсоникс» установили личный рекорд по количеству побед за сезон — 64 победы при 18 поражениях (78 % побед), а также в третий раз попали в финал НБА. В решающей серии их ждал клуб с ещё более впечатляющими показателями — «Чикаго Буллз» с Майклом Джорданом во главе, победившие в том сезоне 72 раза при 10 поражениях. «Соникс» проиграли в серии из шести матчей. После этого сезона команда начала терять своих лидеров и таких высот больше не достигала. Отдельной вспышкой был сезон 2004/05 годов, в котором «Сиэтлу» удалось выиграть 52 игры благодаря стараниям Рэя Аллена и Рашарда Льюиса. Однако уже во втором раунде плей-офф «Соникс» потерпели поражение в серии из шести матчей от «Сан-Антонио Спёрс».
Перед началом сезона 2007/08 годов, после пяти лет выступлений за «Сиэтл», команду покинул её лидер Рэй Аллен. По просьбе Аллена его обменяли в «Бостон Селтикс», где он объединился с Полом Пирсом и Кевином Гарнеттом в «Большую тройку». На драфте 2007 года «Сиэтлом» были выбраны Кевин Дюрант и Джефф Грин. В сезоне 2007/2008 годов «Суперсоникс» установили рекорд по количеству поражений — 62, этот чемпионат стал худшим и последним в истории клуба.
Всего за 41 год выступлений в НБА «Сиэтл Суперсоникс» одержали 1745 побед и потерпели 1585 поражений (52,4 % побед) в регулярном сезоне, а в играх плей-офф победили 107 раз при 110 проигранных матчах (49,3 % побед). Коллекция трофеев включает в себя три победы в Западной конференции и одну победу в Чемпионате НБА.

### Переезд в Оклахома-Сити

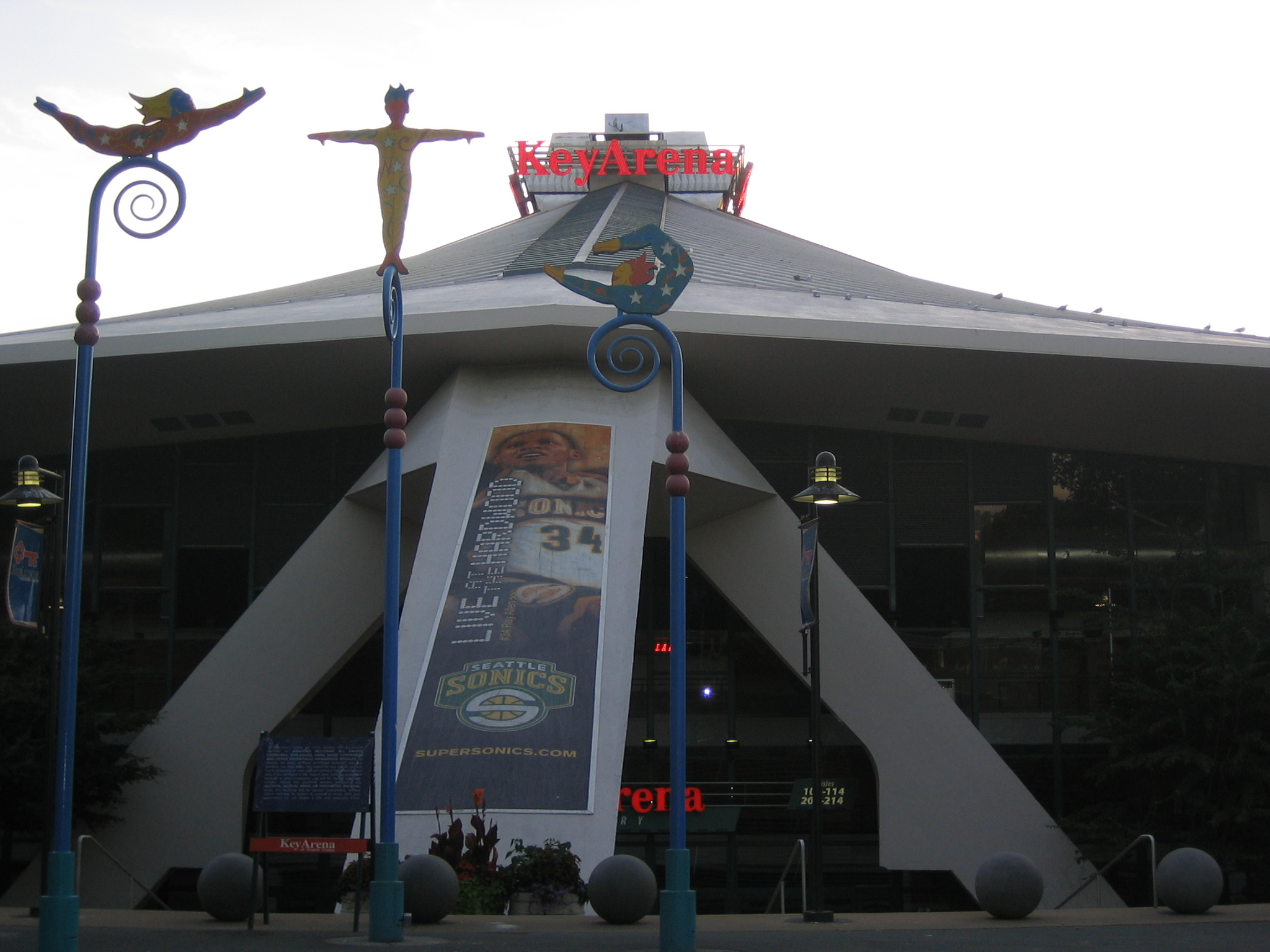
«Ки-арена» была самым маленьким по вместимости стадионом в НБА

Владельцы «Суперсоникс» не смогли договориться с мэрией Сиэтла о реконструкции домашнего стадиона команды «Ки-арена» и продали клуб инвестиционной группе из Оклахома-Сити — «Профессиональному баскетбольному клубу» (ПБК). Новые владельцы также не договорились с городскими властями о реконструкции старой или строительстве новой арены стоимостью 500 миллионов долларов и решили перевести клуб в Оклахома-Сити. После ряда судебных разбирательств 2 июля 2008 года было достигнуто соглашение между городом и клубом, согласно которому команда может переехать в Оклахома-Сити. Все достижения и история «Суперсоникс» будут разделены между оклахомской командой и командой из Сиэтла, если такая появится.
Домашняя арена «Сиэтл Суперсоникс» «Ки-арена» была построена в 1962 году и реконструирована в 1995 году на средства городского бюджета. После проведения реконструкции вместимость арены составила 17 072 человека. Обновлённая арена была высоко оценена комиссаром НБА Дэвидом Стерном — по его мнению, жители Сиэтла могли ею гордиться, но уже к 2000-м годам «Ки-арена» являлась самой маленькой по вместимости среди арен НБА, а её площадь была почти в два раза меньше, чем у современных спортивных сооружений и, по словам генерального директора Уолли Уокера, даже если клуб будет продавать все билеты на каждую игру, всё равно будет нести убытки. Поэтому в конце 2004 года владельцы «Суперсоникс» — «Баскетбольный клуб Сиэтла» (БКС), возглавляемый Говардом Шульцем, — обратился к муниципалитету Сиэтла с просьбой вложить 220 миллионов долларов в реконструкцию домашней арены. Специально созданная комиссия подтвердила слова владельцев клуба, что арена не соответствует современным нормам и есть большая вероятность того, что «Соникс» переедут в другой город, если не будет нового стадиона, а также рекомендовала вложить около 200 млн долларов в реконструкцию, однако она не была утверждена городским советом. 2 февраля 2006 года Шульц в интервью заявил, что, если реконструкцию не утвердят, он будет искать другие альтернативы и что если команда покинет Сиэтл, то его вины в этом не будет.

Мы не будем нести ответственности. Если команда будет продана или переедет, ответственность будет на выборных должностных лицах.
Оригинальный текст (англ.)We are not responsible. If the team is sold or moved, the responsibility is on elected officials.
— Говард Шульц
18 апреля 2008 года владельцы клубов НБА на собрании в Нью-Йорке одобрили возможный переезд «Суперсоникс» в Оклахома-Сити. За переезд проголосовало 28 владельцев, против — двое — владелец «Даллас Маверикс» Марк Кьюбан и владелец «Портленд Трэйл Блэйзерс» Пол Аллен. Решение означало, что «Соникс» могут переехать в «Форд-центр» в Оклахома-Сити перед сезоном 2008/09 годов после достижения договорённости с муниципалитетом Сиэтла.

### 2008—2009: Первый сезон в истории «Оклахома-Сити Тандер»

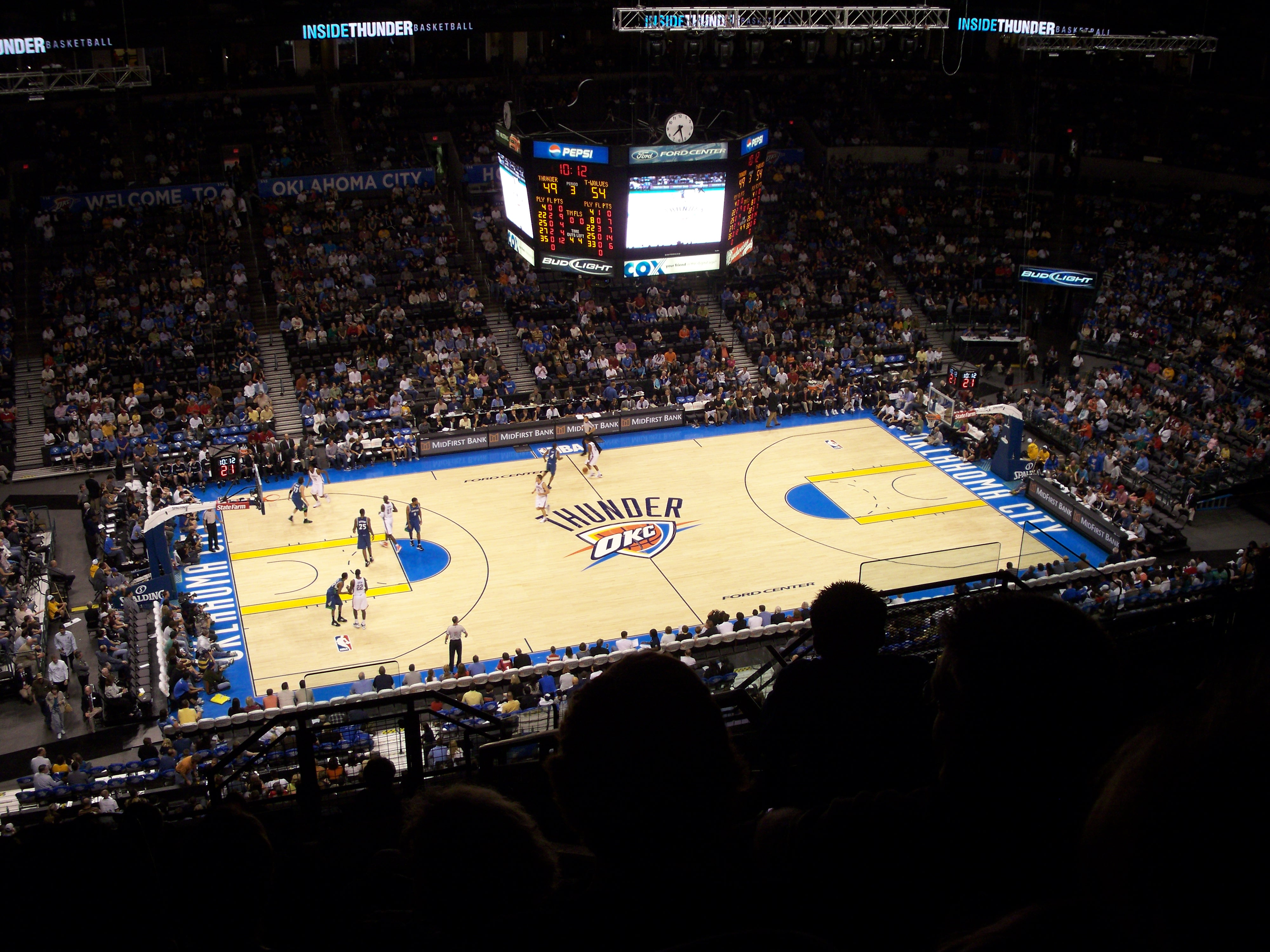
«Тандер» против «Тимбервулвз», первая победа на домашнем паркете, 2 ноября 2008 года

4 сентября 2008 года владелец клуба Клей Беннетт объявил, что полное имя команды будет звучать как «Оклахома-Сити Тандер». Причин выбора именно такого названия несколько. «Thunder» переводится с английского языка как «гром», а Оклахома-Сити находится в очень неблагоприятном, с климатической точки зрения, месте, известном как «Аллея торнадо». Через эту часть территории США часто проходят торнадо и штормы, сопровождающиеся громом. Также местные племена индейцев называли себя «Громы». По поводу новой эмблемы высказался генеральный менеджер команды Сэм Прести. Он сказал, что на создание логотипа было потрачено много сил и времени, а также, что результат оправдал ожидания. Новая форма удостоилась восторженных отзывов главного тренера команды Пи Джея Карлисимо. Цветами клуба были выбраны голубой (цвет флага штата Оклахома), жёлтый, символизирующий солнце, и оранжевый — цвет заката.
В межсезонье «Тандер» приняли участие в летней лиге в Орландо, где проходил просмотр молодых игроков и свободных агентов.
Временным местом для тренировок был выбран «Сойер Центр», где также тренировались «Нью-Орлеан Хорнетс», когда они выступали в Оклахома-Сити после урагана Катрина. «Тандер» провели несколько предсезонных игр, но на домашней площадке выступили только один раз. 14 октября они сыграли свой первый матч в Биллингсе, Монтана, проиграв 82-88 команде «Миннесота Тимбервулвз».
В первой домашней игре регулярного сезона «Тандер» проиграли «Милуоки Бакс» 87-98, на игре присутствовало 19 136 зрителей. Первые официальные очки в истории «Тандер» заработал Эрл Уотсон. Уже в следующем матче «Оклахома» смогла одержать первую победу на домашнем паркете, обыграв «Тимбервулвз» со счётом 88-85. Затем последовала серия из 10 поражений подряд, после которой был уволен главный тренер команды Пи Джей Карлисимо. Исполняющим обязанности главного тренера был назначен Скотт Брукс. «Тандер» проиграли ещё четыре игры, доведя серию из проигрышей до 14 матчей и сравнявшись с худшим показателем в истории «Сиэтл Суперсоникс». В следующем матче они, наконец, победили, прервав серию поражений.
Во второй половине сезона «Тандер» улучшили свою игру и одержали 20 побед при 30 поражениях. В последнем матче они переиграли «Лос-Анджелес Клипперс» и закончили сезон с 23 победами при 59 поражениях. Количество выигрышных матчей было больше, чем в последнем сезоне в Сиэтле. Уверенная игра команды способствовала тому, что в конце чемпионата со Скоттом Бруксом был подписан контракт, и он официально стал главным тренером «Оклахома-Сити Тандер».

### 2009—2011: Расцвет

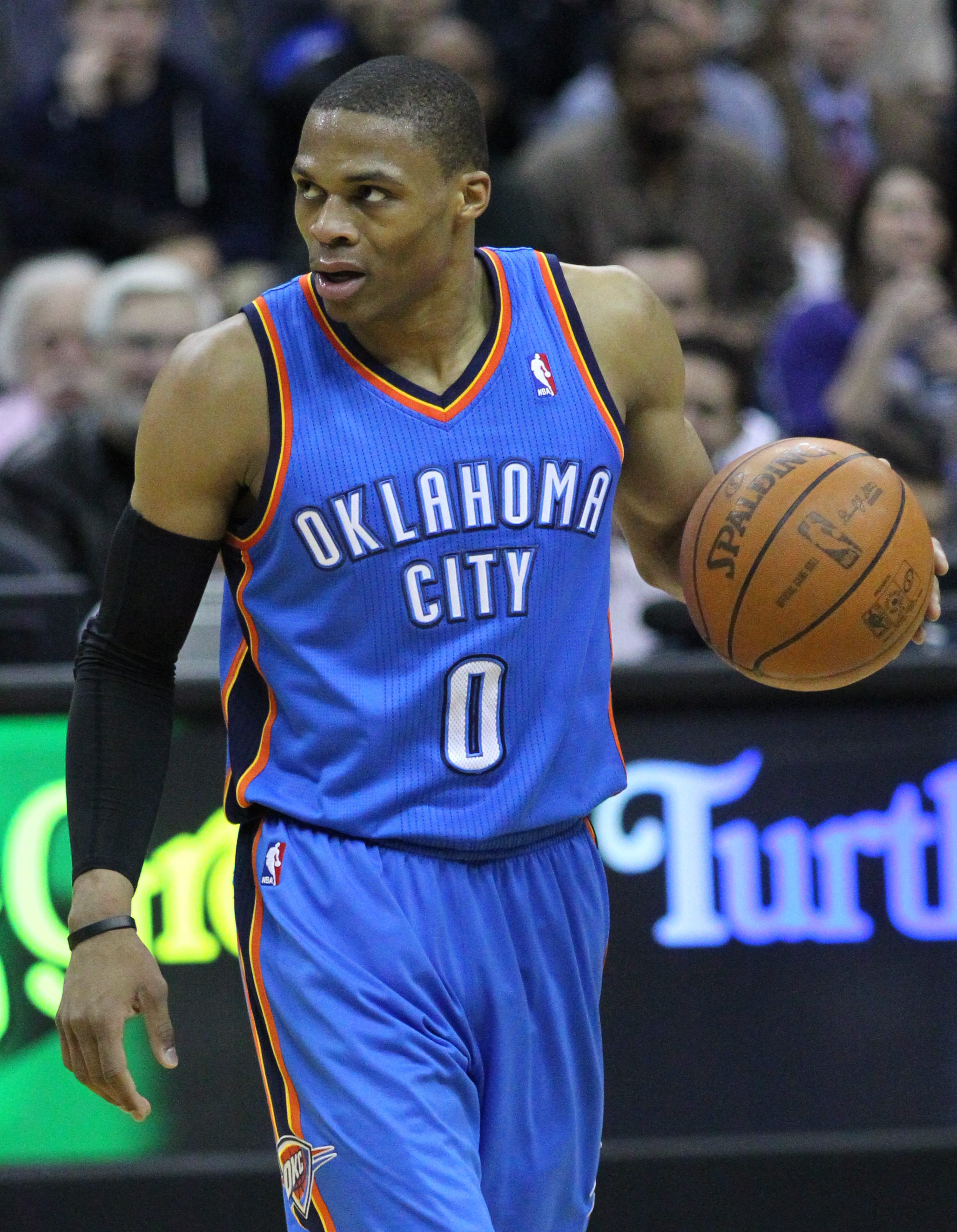
Рассел Уэстбрук — основной разыгрывающий «Тандер»

После неудачного первого сезона «Тандер» намеревались улучшить свои показатели в сезоне 2009/10 годов. На драфте 2009 года под третьим номером был выбран Джеймс Харден, выступавший за Университет штата Аризона, а под 25-м номером — Родриг Бебуа. Бебуа и право выбора во втором раунде драфта 2010 года тут же обменяли на Байрона Малленса из «Даллас Маверикс» — новичка из Университета Огайо. Многие сочли этот обмен неудачным, так как Малленс не смог проявить себя и практически не играл весь сезон. Затем команда пополнилась ветеранами Итаном Томасом и Кевином Олли. Последним важным изменением в составе стал приход Эрика Мэйнора, которого обменяли из «Юты Джаз». Молодой игрок получил роль разыгрывающего — выходящего со скамейки, отправив в резерв опытного Кевина Олли.
Возросший опыт молодых лидеров команды начал приводить к положительным результатам. В сезоне 2009/10 были одержаны победы над сильными клубами, включая разгром чемпиона Восточной конференции «Орландо Мэджик» с преимуществом в 28 очков и победу над чемпионом НБА «Лос-Анджелес Лэйкерс». Победы на выезде над такими командами, как «Сан-Антонио Спёрз», «Юта Джаз», «Майами Хит», «Бостон Селтикс» и «Даллас Маверикс», подняли репутацию вчерашнего аутсайдера. Балансируя на отметке 50 % побед в начале сезона, «Тандер» смогли провести победную серию из 9 игр. Этот рывок позволил команде впервые после переезда в Оклахому принять участие в играх плей-офф. Кевин Дюрант, набирая в среднем за матч 30,1 очка, стал самым результативным игроком лиги и самым молодым игроком, получившим этот титул.
«Тандер» закончили сезон с показателем 50 побед при 32 поражениях, почти удвоив количество побед по сравнению с прошлым сезоном, и заняли 8-е место в Западной конференции, «Сан-Антонио Спёрс» и «Портленд Трэйл Блэйзерс» опередили их в таблице только по личным встречам, выиграв одинаковое количество игр. В плей-офф «Оклахома» попала на лучшую команду сезона «Лос-Анджелес Лэйкерс» и потерпела поражение в серии из шести матчей.
10 августа 2010 года было опубликовано расписание телетрансляций нового сезона НБА, в котором «Тандер» получили 15 игр на национальном телевидении — на 3 игры больше, чем в прошлом сезоне. Команда начала чемпионат стабильно, за первые 20 игр было одержано 13 побед при 7 поражениях, и к 10 декабря «Тандер» занимали 5 место в НБА и 3 место в Западной конференции. В первой половине сезона основными открытиями стали уверенная игра Рассела Уэстбрука (23,9 очка за игру) и Сержа Ибака, который был в числе лидеров лиги по количеству блок-шотов. К середине чемпионата командный процент реализации штрафных бросков у «Тандер» был 83,116 %, что лишь на 0,1 % хуже, чем рекорд «Бостон Селтикс» — 83,186 %. Однако процент реализации трёхочковых бросков был одним из худших в лиге, он держался на отметке в 32,8 %. К перерыву на матч всех звёзд «Тандер» занимали 6-е место в лиге. Всё изменилось после большого обмена, когда в «Тандер» перешли Кендрик Перкинс, Назр Мохаммед и Нейт Робинсон, а игроки стартовой пятёрки Джефф Грин и Ненад Крстич покинули команду. «Тандер» закончили сезон на 4-м месте в конференции, с показателем 55 побед при 27 поражениях, выиграв дивизион первый раз со времени переезда в Оклахома-Сити и в седьмой раз за всю свою историю.
В плей-офф «Тандер» встретились с «Денвер Наггетс». Интерес к этой встрече подогревал своими высказываниями тренер «Наггетс» Джордж Карл, открыто заявлявший, что не хочет, чтобы его команда встречалась с «Тандер». «Оклахома» победила в серии из 5 матчей. В последней игре Дюрант набрал 41 очко, 16 из которых в четвёртой четверти. Во втором раунде «Тандер» играли с «Мемфис Гриззлис», которые прошли «Спёрс» на предыдущей стадии соревнования, и выиграли в серии из семи матчей. Героем решающего матча снова стал Кевин Дюрант, с 39 очками помогший своей команде победить. В финале конференции «Тандер» встречались с «Даллас Маверикс», уступив в серии из пяти матчей.

### 2011—2013: Погоня за титулом

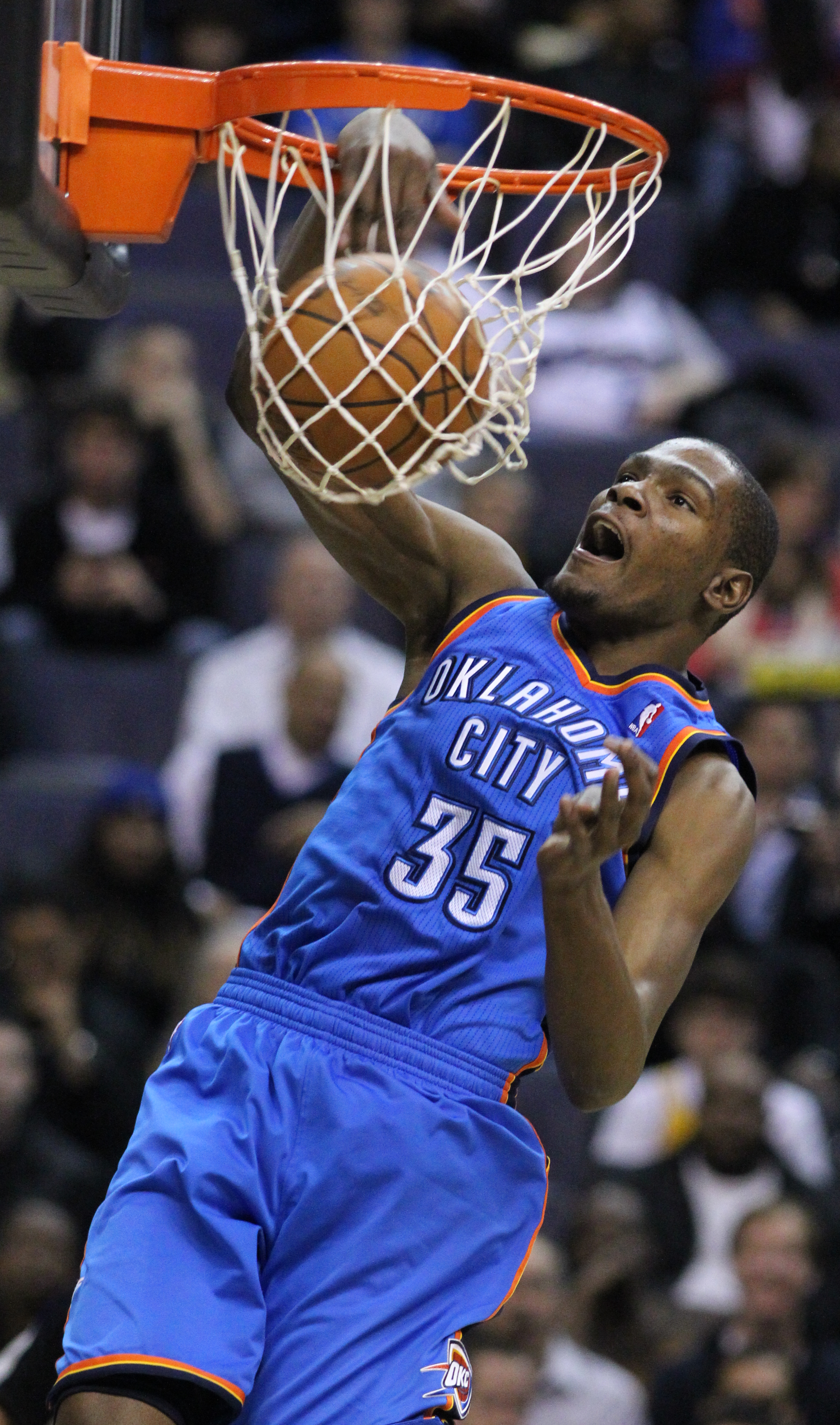
Кевин Дюрант три года подряд становился лидером НБА по результативности (2010, 2011, 2012)

Новый сезон «Оклахома-Сити» начала с шести последовательных побед, а к февралю баскетболисты этого коллектива подошли с показателем побед и поражений 16-4. По итогам регулярного чемпионата подопечные Скотта Брукса одержали 47 побед при 19 поражениях, что позволило им одержать уверенную победу в своём дивизионе. Лучше «Тандер» на длинной дистанции регулярного сезона выступили только две команды — «Чикаго Буллз» (50-16) и «Сан-Антонио Спёрс» (50-16). Самым результативным игроком команды в сезоне стал Кевин Дюрант, набиравший 28 очков в среднем за игру. Помимо него хорошие показатели имели два других баскетболиста команды — Расселл Уэстбрук (23,6 очка) и Джеймс Харден (16,8 очка). Именно это трио и стало главной ударной силой «Оклахомы», при этом последний пополнял свой очковый запас, выходя со скамейки.
В первом раунде матчей на выбывание «Тандер» встретились с действующим чемпионом турнира «Даллас Маверикс», который оставил их не у дел в финале Западной конференции сезона 2010/11 годов. На сей раз судьба противостояния сложилась иным образом. Одержав две непростые победы на домашней площадке, «Оклахома-Сити» разгромили соперника в третьем поединке и решила задачу по выходу в полуфинал конференции в четвёртой игре. В следующем раунде они не оставили шансов баскетболистам «Лейкерс», несмотря на все старания Коби Брайанта. Команде из Калифорнии удалось выиграть только в одной встрече на своём паркете. В финальном противостоянии Западной конференции «Тандер» сошлись с «Сан-Антонио Спёрс», тон в игре которого задавало трио в лице Тони Паркера, Ману Джинобили и Тима Данкана. Первые два поединка, проходившие в штате Техас, полностью остались за подопечными Грегга Поповича, которые оформили себе неплохой задел на будущее. Однако баскетболисты «Оклахомы» не собирались сдаваться, намереваясь продолжить свою удачную серию выступлений на домашней площадке. В первой игре в Оклахоме хозяева паркета одержали победу с перевесом в 20 очков. Помимо Дюранта (22 набранных очка) важный вклад в итоговый успех внёс Табо Сефолоша, который провёл на площадке 37 минут. За это время он набрал 19 очков, сделал 6 подборов и совершил столько же перехватов. В четвёртой встрече серии себя проявили Кендрик Перкинс (15 очков, 9 подборов) и Серж Ибака (26 очков, 5 подборов, 11 попаданий с игры из 11). Но роль первой скрипки в очередной раз исполнил Кевин Дюрант, набравший 36 пунктов, ровно половина из которых пришлась на заключительную четверть игры. Помимо этого, лидер «Тандер» записал в свой актив 6 подборов и 8 результативных передач, что помогло команде снова одолеть «Спёрс» и сравнять счёт в серии. После этого серия снова переехала в Сан-Антонио, но это не помешало молодой команде из Оклахомы одержать третью победу подряд. Хозяевам пятого матча не помогли 34 очка, добытые атакующим защитником Жинобили. В свою очередь, трио лидеров «Тандер» набрало 70 очков (Дюрант — 27, Уэстбрук — 23, Харден — 20), что и предопределило итоговую победу гостей. В шестой игре серии баскетболисты «Оклахомы» были близки к своему первому поражению в плей-офф на домашнем паркете, поскольку по ходу матча их отставание составляло 18 очков. Тем не менее, им удалось склонить чашу весов на свою сторону и одержать итоговую победу в серии, которая завершилась со счётом 4-2. Таким образом, после переезда в Оклахому команда впервые смогла выиграть Западную конференцию и пробиться в финал НБА. Однако в финальной серии «Тандер» уступили «Майами Хит» со счётом 1-4.
В межсезонье у руководства команды была задача разгрузить платёжную ведомость клуба. Для этой цели был совершён обмен Джеймса Хардена в «Хьюстон Рокетс» на Кевина Мартина. Новый игрок выполнял те же функции, что и Харден: выходил со скамейки запасных, добавляя в атаке в нужные моменты. «Тандер» закончили сезон с показателем 60 побед при 22 поражениях, они выиграли дивизион и заняли 1-е место в конференции. В 1-м раунде «Оклахома» встречалась с «Рокетс», во 2-й игре серии Расселл Уэстбрук получил травму колена и впервые в своей карьере выбыл из строя. Позднее ему была сделана операция. «Тандер» сумели победить со счётом 4—2. В следующем раунде команда, обескровленная потерей одного из своих лидеров, проиграла «Мемфис Гриззлис» со счётом 1—4.

## Домашние арены
В Сиэтле
- «Сиэтл-центр Колизей» 1967—1978
- «Кингдом Стадиум[англ.]» 1978—1985
- «Сиэтл-центр Колизей» 1985—1994

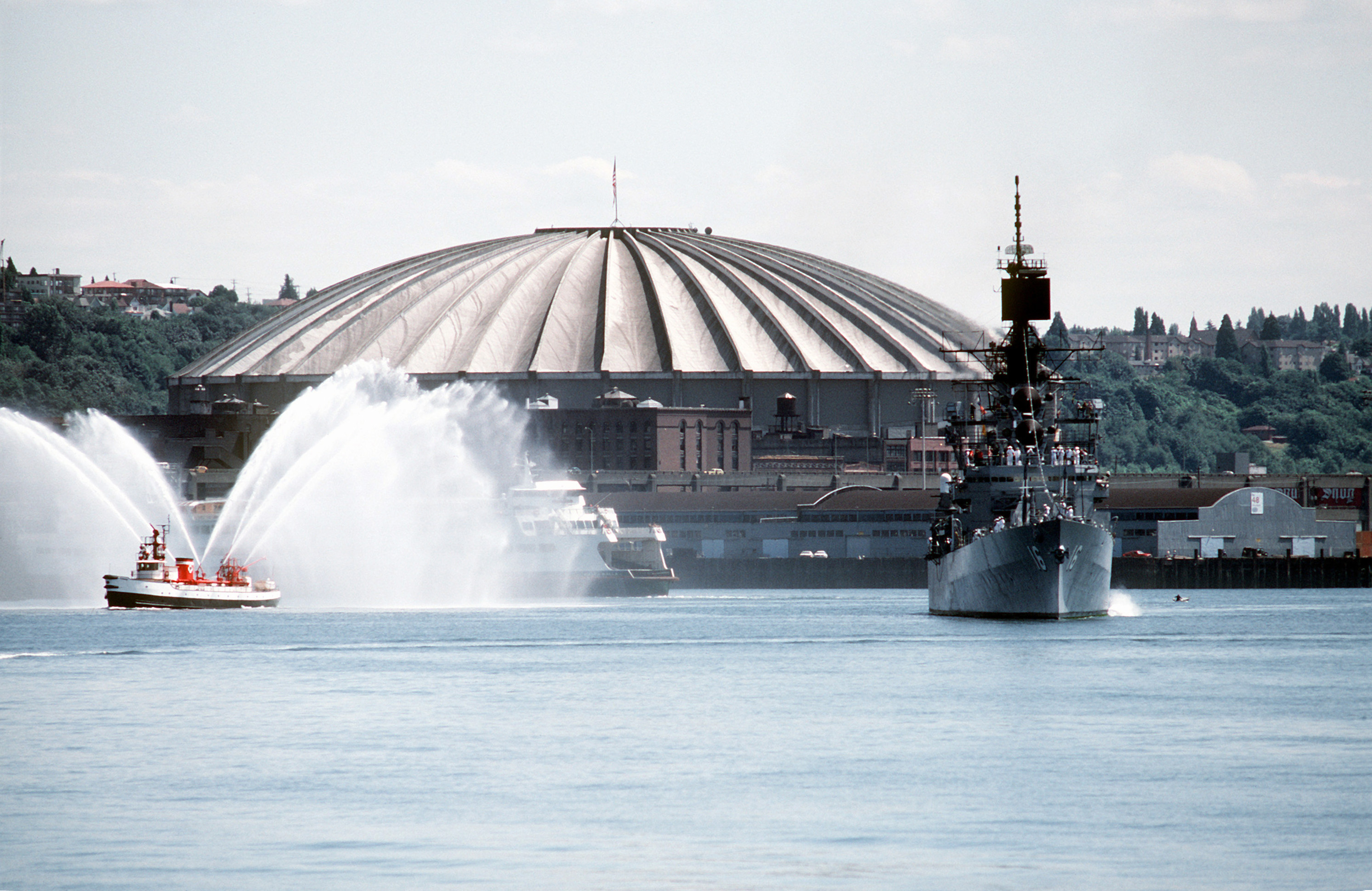
«Кингдом» — домашняя арена «Сиэтл Суперсоникс» с 1978 по 1985 год

- «Такома Дом[англ.]» 1994—1995 (на время реконструкции «Сиэтл-центра Колизея»)
- «Ки-арена» 1995—2008 (реконструированный и переименованный «Сиэтл-центр Колизей»)

В городе Сиэтл дважды проводился матч всех звёзд: в 1974 году в «Сиэтл-центре Колизее» и в 1987 году в «Кингдоме».
В Оклахома-Сити

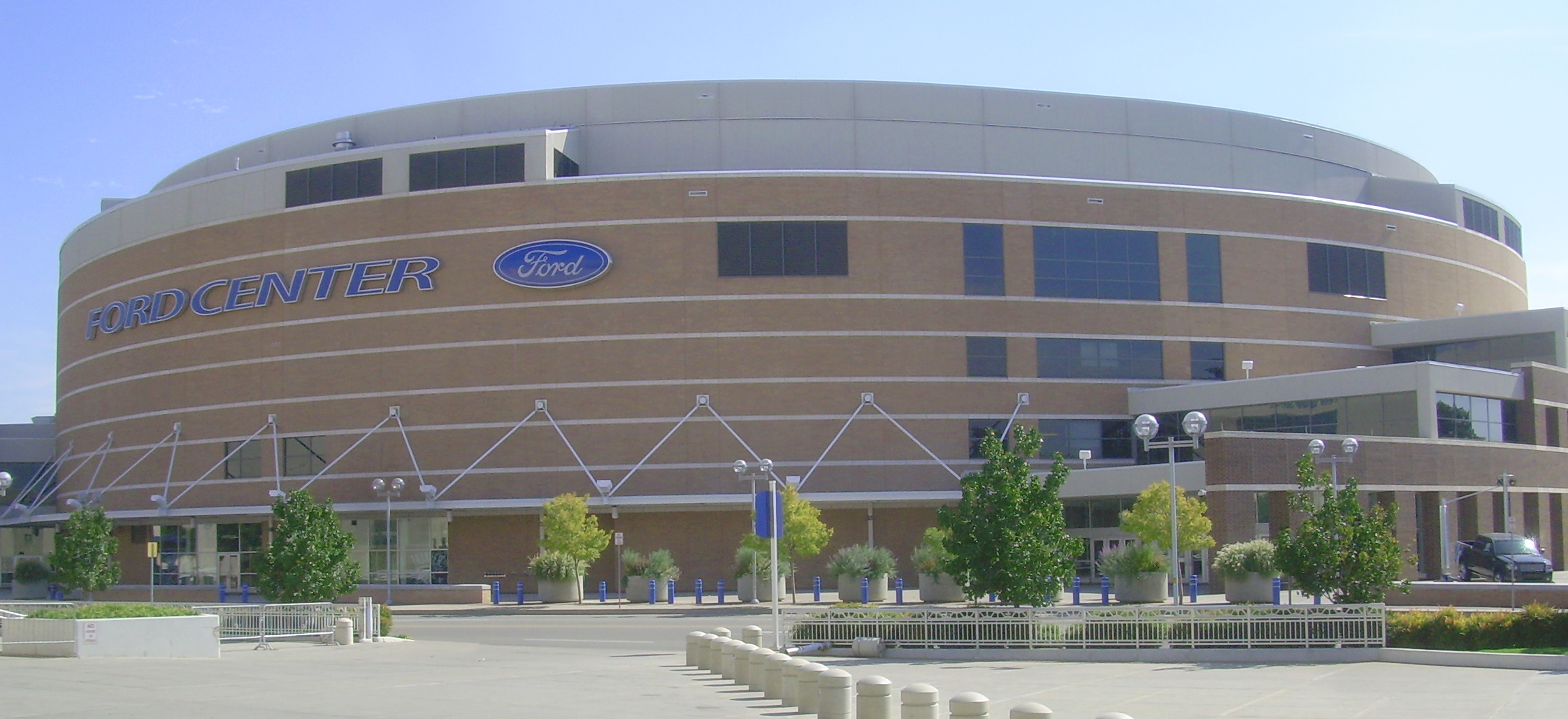
«Форд-центр» — будущая «Чизпик Энерджи-арена»

После переезда в Оклахома-Сити домашней ареной «Оклахома-Сити Тандер» является «Чизпик Энерджи-арена» — многофункциональная крытая спортивная арена, расположенная в Оклахома-Сити. Владельцем арены является город Оклахома-Сити. Открытие сооружения состоялось 8 июня 2002 года, спустя 3 года после начала строительства. Арена является одним из первых объектов городской программы улучшения 1993 года, которая финансировала строительство новых и улучшение существующих спортивных, развлекательных и культурных сооружений в городе. Права на название арены приобрела компания «Оклахома Форд Дилерс», которая представляет интересы дилеров компании «Форд» в штате, а не саму компанию «Форд», и переименовала её в «Форд-центр».
В сезонах 2005/06 и 2006/07, после того, как ураган Катрина разрушил «Нью-Орлеан-арену», клуб НБА «Нью-Орлеан Хорнетс» проводил здесь свои домашние игры. В ожидании «Тандер» 3 марта 2008 года избиратели Оклахома-Сити одобрили реконструкцию «Форд-центра» стоимостью 120 млн долларов за счёт налогоплательщиков, которая также включала строительство новой тренировочной базы для команды. 14 марта Беннетт заключил с Оклахома-Сити договор аренды «Форд-центра» на 15 лет, по которому команда будет выплачивать ежегодно по 1,6 млн долларов за аренду, 409 000 за права на название арены и 100 000 за использование тренировочной базы. Через две недели соглашение было окончательно одобрено городским советом.
22 июля 2011 года права на название арены были проданы компании «Чизпик Энерджи» сроком на 12 лет, и арена сменила своё название на «Чизпик Энерджи-арена».
| Посещаемость «Чизпик Энерджи-арены» | Посещаемость «Чизпик Энерджи-арены» | Посещаемость «Чизпик Энерджи-арены» |
| ----------------------------------- | ----------------------------------- | ----------------------------------- |
| Сезон                               | Посещаемость за год                 | В среднем за матч                   |
| 2008/09                             | 747 732                             | 18 237                              |
| 2009/10                             | 738 123                             | 18 003                              |
| 2010/11                             | 744 068                             | 18 148                              |
| 2011/12                             | 600 699                             | 18 203                              |
| 2012/13                             | 746 323                             | 18 203                              |
| 2013/14                             | 746 323                             | 18 203                              |
| 2014/15                             | 746 323                             | 18 203                              |

## Маскоты

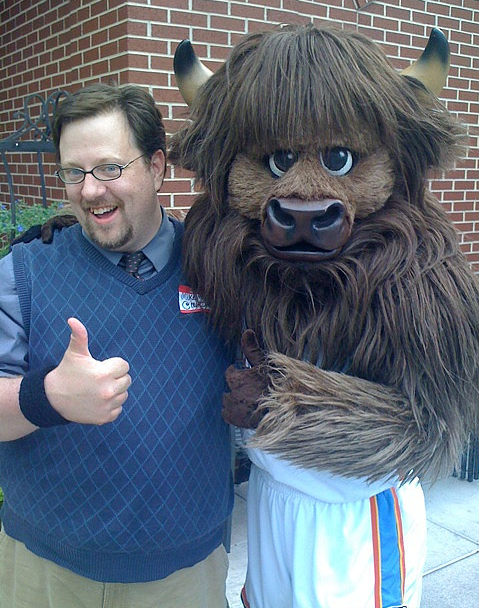
Rumble the Bison с фанатом

За всё время существования команды, как в Сиэтле, так и в Оклахома-сити, она сменила трёх маскотов. С 1978 по 1985 годы талисманом команды был Уидл, а с 1993 по 2008 годы — Сквотч. После переезда в Оклахома-сити маскотом стал Rumble the Bison (рус. Рамбл зе Байзон, Бизон Рамбл).

### «Сиэтл Суперсоникс»
- Уидл[англ.], 1978—1985
- Сквотч[англ.], 1993—2008

### Rumble the Bison
17 февраля 2009 года, во время перерыва матча с «Нью-Орлеан Хорнетс», публике был представлен новый маскот команды — Rumble the Bison (рус. Рамбл зе Байзон, Бизон Рамбл). 13 августа 2009 года на встрече талисманов в Лас-Вегасе Рамбл выиграл титул «Маскот года в НБА сезона 2008—2009 годов». Рамбл получил эту награду за то, что активно представлял команду в мероприятиях, важных для Оклахома-сити. Несмотря на краткий на момент присуждения награды срок пребывания Рамбла в «должности» официального талисмана команды — всего 6 месяцев, программа участия маскота в жизни команды была признана одной из лучших в НБА.

## Освещение в СМИ
Игры «Оклахома-Сити Тандер» показывают на каналах «Фокс Спортс Оклахома», дочерней сети «Фокс Спортс Саутвэст», а также на «Тандер ТВ» в штатах Оклахома и Канзас и на канале «Фокс Спортс Плюс» в штате Арканзас. Телевизионная аудитория оценивается в примерно 1,7 млн человек. Некоторые игры показываются на общенациональных каналах «ABC» и «TNT». До сезона 2010—2011 годов игры «Тандер» также показывались на канале «КСБиАй», но в 2010 году клуб заключил эксклюзивный контракт с «Фокс Спортс Оклахома». Комментируют игры «Тандер» Брайан Дэвис и Грант Лонг.
На радио транслируются все 82 игры регулярного чемпионата, игры плей-офф и 7 предсезонных игр на станциях «WWLS» 98.1FM и 640AM. «Стэйт-уайд» в Оклахома-Сити, а также на радиостанциях «KYAL 97.1FM» и «KYAL 1550AM» в Талсе, «KBIX» 1490AM в Маскоджи, «KXCR» 100.3FM в Вините, «KXCA» 1380 AM в Лотоне, «KFXY» 1640 AM и «KCRC» 1390 AM в Иниде, «KSIW» 1450 AM в Вудворде, «KADS» 1240 AM в Элк-Сити. Мэтт Пинто — комментирует игры на главной радиостанции клуба.

## Финансовое состояние и спонсоры
Результатом переезда в Оклахому стало улучшение финансового состояния клуба. По данным журнала «Форбс», стоимость команды в конце сезона составляла 300 млн долларов, что на 12 % лучше показателей конца прошлого сезона, тогда стоимость составляла 268 млн долларов. Также в журнале «Форбс» опубликовали отчёт о том, что заполняемость арены изменилась с 78 %, в среднем за матч, в Сиэтле до 100 % в Оклахома-Сити, то есть на каждом домашнем матче «Оклахома-Сити Тандер» был аншлаг.
Во втором сезоне финансовые показатели команды продолжили улучшаться. Журнал «Форбс» объявил, что стоимость команды в конце сезона составляла уже 310 млн долларов (на 10 млн больше по сравнению с концом прошлого сезона), а также, что «Тандер» получили чистую прибыль в размере 12,7 млн долларов (первая прибыль за последние годы).
Стоимость команды на январь 2012 года составляла 348 млн долларов. По этому показателю команда была на 15 месте в НБА. Рост, по сравнению с прошлым сезоном, составил 6 %. Прибыль «Тандер» составила 24,5 млн долларов.
Перед началом первого сезона на новом месте руководство клуба назвало пять основных спонсоров команды: Chesapeake Energy, Devon Energy, SandRidge Energy, MidFirst Bank и The Oklahoma Publishing. В руководство двух из этих пяти компаний входят совладельцы «Тандер». Так, главой правления Chesapeake является Обри Макклендон, внёсший большой вклад в переезд клуба из Сиэтла в Оклахома-Сити, а управляющим SandRidge — Том Уард. В 2011 году команда подписала трёхлетний спонсорский контракт с компанией U.S. Cellular, а летом 2011 года компания Chesapeake Energy также стала титульным спонсором арены «Тандер». Другими спонсорами клуба являются Love’s Country Stores, Riverwind Casino, The Hertz Corporation.

## Статистика
За свою историю (как «Сиэтл Суперсоникс» и «Оклахома-Сити Тандер») клуб 1 раз завоёвывал чемпионский титул в 1979 году. «Тандер» 4 раза становились чемпионами конференции и 11 раз чемпионами дивизиона. В плей-офф команда выходила 28 раз. Наивысшим успехом клуба после переезда в Оклахома-Сити является победа в финале НБА в 2025 году, когда со счëтом 4-3 была обыграна «Индиана».
| Чемпионы лиги | Чемпионы конференции | Чемпионы дивизиона | Попадание в плей-офф |

| Статистика                |                           |                           |                           |        |           |               | |                   |                   |                   |
| Сезон                     | Конференция               | Дивизион                  | Место                     | Победы | Поражения | Процент побед | Плей-офф |                   |                   |                   |
| 2011/12                   | Западная                  | Северо-Западный           | 1-е                       | 47     | 19        | 71,2          | Выиграли в первом раунде (Даллас) 4-0 Выиграли в полуфинале конференции (Л. А. Лейкерс) 4-1 Выиграли в финале конференции (Сан-Антонио) 4-2 Проиграли в финале НБА (Майами) 4-1 |                   |                   |                   |
| 2012/13                   | Западная                  | Северо-Западный           | 1-е                       | 60     | 22        | 73,2          | Выиграли в первом раунде (Хьюстон) 4-2 Проиграли в полуфинале конференции (Мемфис) 4-1                                                                                          |                   |                   |                   |
| 2013/14                   | Западная                  | Северо-Западный           | 1-е                       | 59     | 23        | 72,0          | Выиграли в первом раунде (Мемфис) 4-3 Выиграли в полуфинале конференции (Л. А. Клипперс) 4-2 Проиграли в финале конференции (Сан-Антонио) 4-2                                   |                   |                   |                   |
| 2014/15                   | Западная                  | Северо-Западный           | 2-е                       | 45     | 37        | 54,9          | |                   |                   |                   |
| 2015/16                   | Западная                  | Северо-Западный           | 1-е                       | 55     | 27        | 67,1          | Выиграли в первом ранде (Даллас) 4-1 Выиграли в полуфинале конференции (Сан-Антонио) 4-2 Проиграли в финале конференции (Голден-Стэйт) 4-3                                      |                   |                   |                   |
| Всего в регулярном сезоне | Всего в регулярном сезоне | Всего в регулярном сезоне | Всего в регулярном сезоне | 2139   | 1831      | 53,9          | |                   |                   |                   |
| Всего в серии плей-офф    | Всего в серии плей-офф    | Всего в серии плей-офф    | Всего в серии плей-офф    | 148    | 144       | 50,7          | 1 чемпионство НБА | 1 чемпионство НБА | 1 чемпионство НБА | 1 чемпионство НБА |

## Игроки

### Члены баскетбольного «Зала славы»
- Патрик Юинг — центровой, получил известность выступая за «Нью-Йорк Никс». Был обменян в «Соникс» во время сезона 2001 года. Введён в «Зал славы» в 2008 году.
- Деннис Джонсон — под руководством Ленни Уилкенса Джонсон дважды приводил «Соникс» к финалу НБА. В 1978 его клуб уступил в 7 играх, а в 1979 — завоевал чемпионский кубок. Введён в «Зал славы» в 2010 году.
- Кей Си Джонс — после того, как был введён в «Зал славы» в 1989 году, Джонс тренировал «Соникс» и дважды выводил клуб в плей-офф.
- Билл Расселл — 11-кратный чемпион в составе «Бостон Селтикс». Расселл тренировал «Суперсоникс» и вывел команду в плей-офф — впервые с 1973 года. Введён в «Зал славы» в 1975 году.
- Ленни Уилкенс — Играл в клубе на позиции атакующего защитника в течение 4 лет, а позже 3 года был играющим тренером в команде. Как тренер Уилкенс владел двумя рекордами НБА — самое большое количество побед — 1332 — и поражений — 1156, однако позже его обошёл Дон Нельсон с 1335 победами. Был введён в «Зал славы» дважды: в 1989 году как игрок и в 1998 году как тренер.

### Закреплённые номера
«Сиэтл Суперсоникс» закрепили 6 номеров за игроками, а также почётный микрофон за Бобом Блэкберном, который комментировал большинство игр с 1967 по 1992 годы.
|                                   |                                              |                                    |                                    |                                 |                                  |
| Гас Уильямс Защитник (1977—1984)Ψ | Нейт Макмиллан Защитник, форвард (1987—1998) | Ленни Уилкенс Защитник (1969—1972) | Спенсер Хейвуд Форвард (1971—1975) | Фред Браун Защитник (1971—1984) | Джек Сикма Центровой (1978—1986) |

### Индивидуальные награды и достижения игроков
В список включены как достижения игроков «Оклахома-Сити Тандер», так и «Сиэтл Суперсоникс».
| Самый ценный игрок НБА - Кевин Дюрант — 2014 - Расселл Уэстбрук — 2017 Самый ценный игрок финала НБА - Деннис Джонсон — 1979 Лучший оборонительный игрок НБА - Гэри Пэйтон — 1996 Лучший шестой игрок НБА - Джеймс Харден — 2012 Новичок года НБА - Кевин Дюрант — 2008 Тренер года НБА - Скотт Брукс — 2010 - Марк Дэйно — 2024 Менеджер года НБА - Золли Волчок — 1983 - Боб Уитситт — 1994 Сборная всех звёзд НБА - Спенсер Хейвуд — 1972—1973 - Гас Уильямс — 1982 - Гэри Пэйтон — 1998, 2000 - Кевин Дюрант — 2010—2013 Вторая команда сборной всех звёзд НБА - Спенсер Хейвуд — 1974—1975 - Деннис Джонсон — 1980 - Гас Уилльямс — 1980 - Шон Кемп — 1994—1996 - Гэри Пэйтон — 1995—1997, 1999, 2002 - Вин Бэйкер — 1998 - Рэй Аллен — 2005 - Рассел Уэстбрук — 2011—2013 | Третья команда сборной всех звёзд НБА - Дэйл Эллис — 1989 - Гэри Пэйтон — 1994, 2001 - Рэй Аллен — 2001 Первая команда сборной защиты НБА - Слик Уоттс — 1976 - Деннис Джонсон — 1979—1980 - Гэри Пэйтон — 1994—2002 - Серж Ибака — 2012—2014 Вторая команда сборной защиты НБА - Лонни Шелтон — 1982 - Джек Сикма — 1982 - Дэнни Врэйнс — 1985 - Нейт Макмиллан — 1994—1995 - Табо Сефолоша — 2010 Сборная новичков НБА - Боб Рул — 1968 - Эл Такер — 1968 - Арт Харрис — 1969 - Томми Бурлесон — 1975 - Джек Сикма — 1978 - Ксавьер Макдэниел — 1986 - Деррик Макки — 1988 - Кевин Дюрант — 2008 - Джефф Грин — 2008 - Рассел Уэстбрук — 2009 Вторая команда сборной новичков НБА - Гэри Пэйтон — 1991 - Десмонд Мэйсон — 2001 - Владимир Радманович — 2002 - Джеймс Харден — 2010 - Стивен Адамс — 2014 |

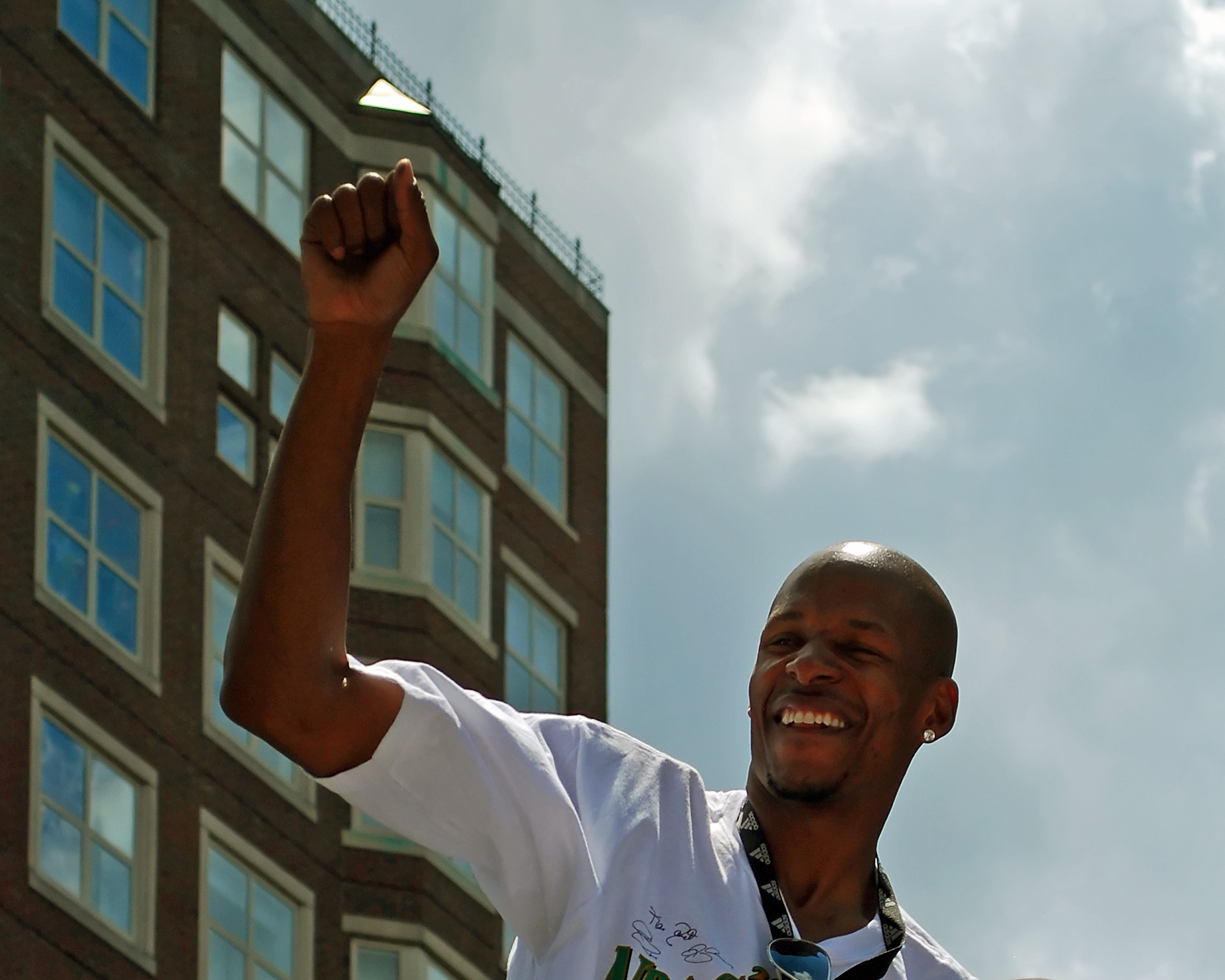
Рэй Аллен

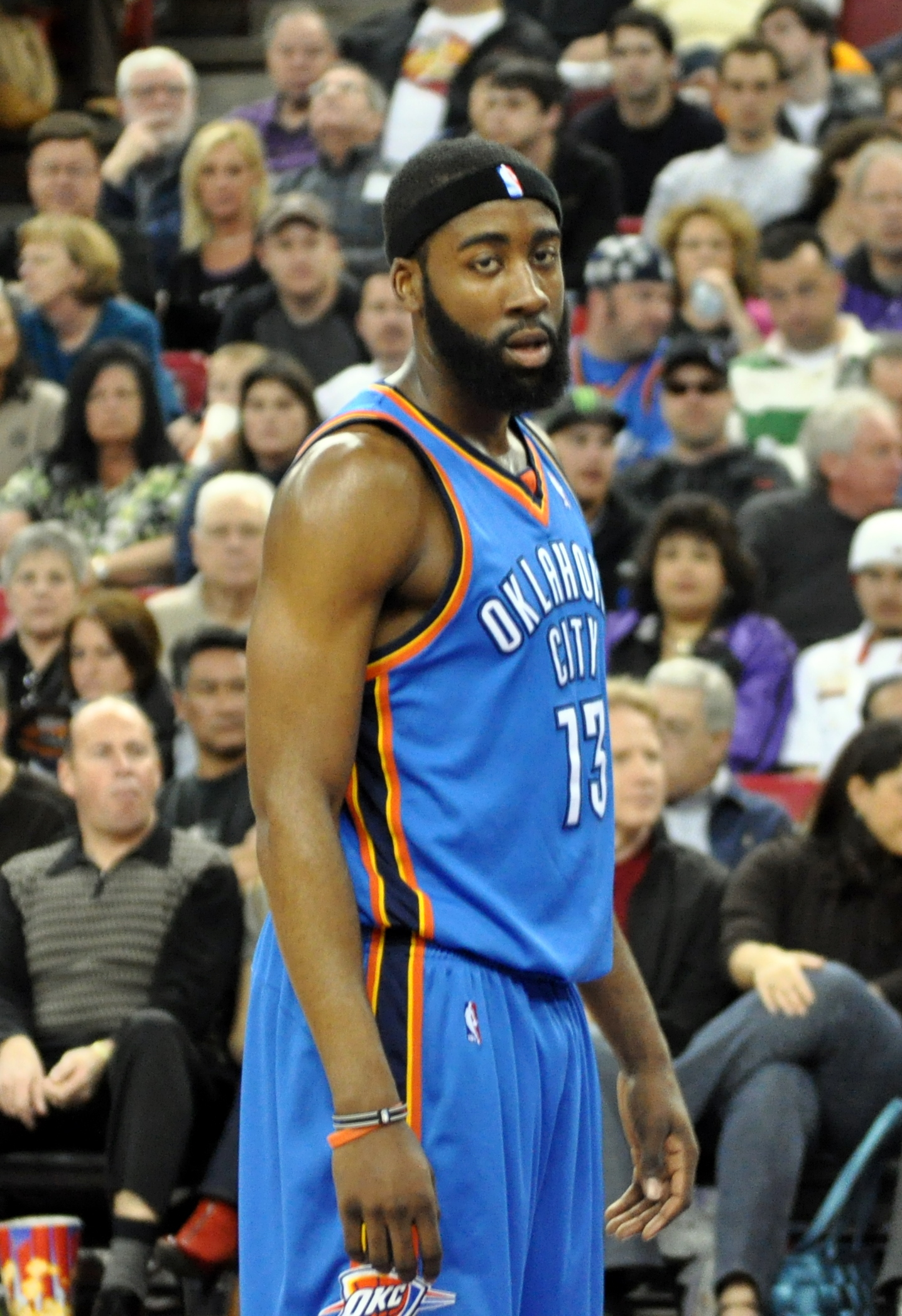
Джеймс Харден

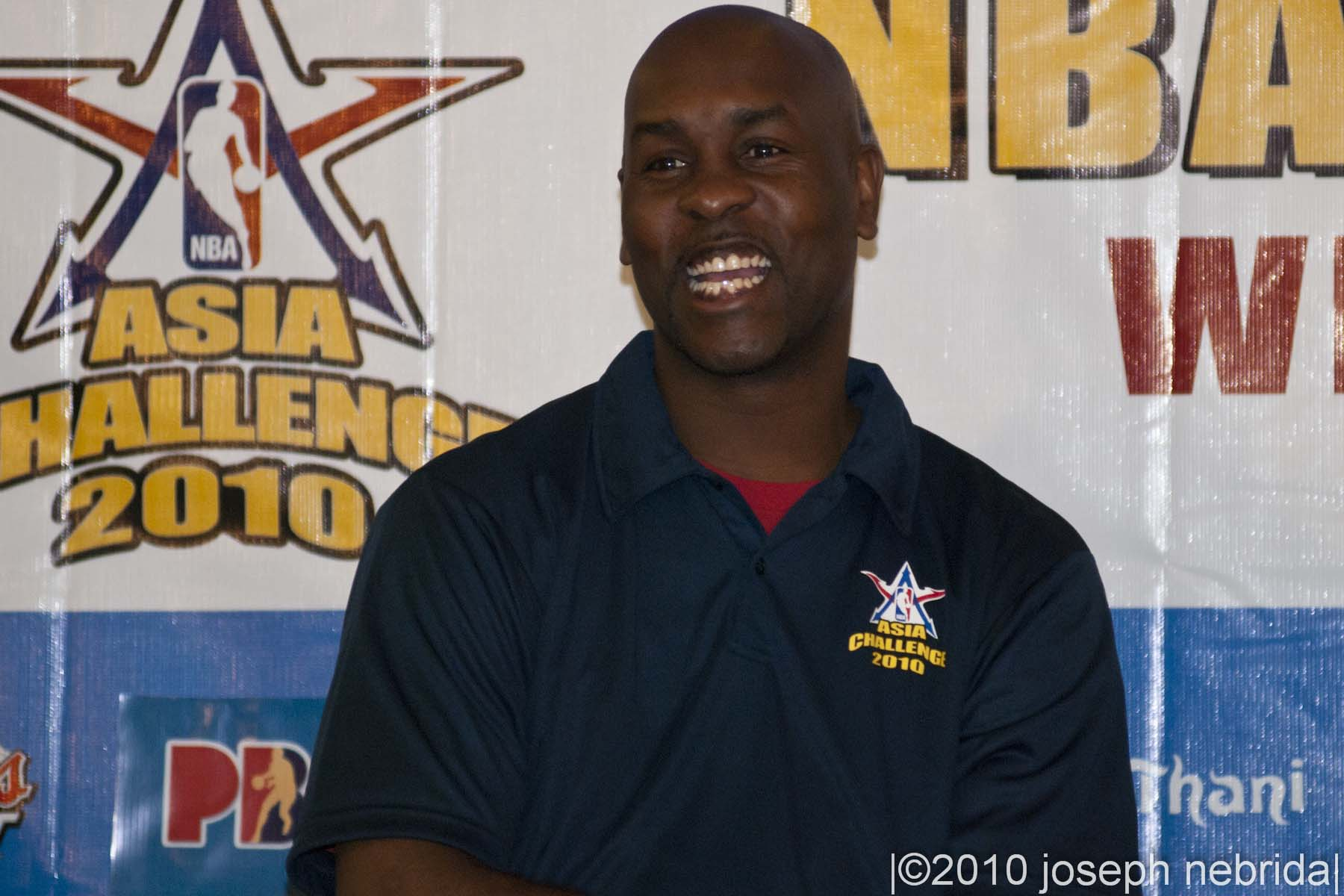
Гэри Пэйтон

## Текущий состав
| \| Поз. \| № \| Гражд. \| Имя \| Рост \| Вес \| Откуда \| \| ---- \| -- \| ---------- \| ---------------------- \| ------ \| ------ \| --------------- \| \| З \| 2 \| Канада ! \| Шей Гилджес-Александер \| 198 см \| 88 кг \| Кентукки \| \| З/Ф \| 5 \| Канада ! \| Лугенц Дорт \| 193 см \| 100 кг \| Аризона Стэйт \| \| Ц \| 6 \| ! \| Джейлин Уильямс \| 206 см \| 109 кг \| Арканзас \| \| Ф/Ц \| 7 \| ! \| Чет Холмгрен \| 216 см \| 94 кг \| Гонзага \| \| Ф \| 8 \| ! \| Джейлен Уильямс \| 196 см \| 96 кг \| Санта-Клара \| \| З \| 9 \| ! \| Алекс Карусо \| 196 см \| 84 кг \| Техас A&M \| \| З \| 11 \| ! \| Айзея Джо \| 191 см \| 75 кг \| Арканзас \| \| Ц \| 12 \| ! \| Томас Сорбер \| 206 см \| 119 кг \| Джорджтаун \| \| Ф \| 13 \| Франция ! \| Усман Дьенг \| 206 см \| 84 кг \| Франция \| \| Ц \| 15 \| ! \| Брэнден Карлсон \| 213 см \| 100 кг \| Юта \| \| З \| 21 \| ! \| Аарон Уиггинс \| 196 см \| 86 кг \| Мэриленд \| \| З \| 22 \| ! \| Кэйсон Уоллес \| 191 см \| 88 кг \| Кентукки \| \| Ф \| 23 \| ! \| Брукс Барнхайзер \| 198 см \| 104 кг \| Северо-Западный \| \| З \| 25 \| Бельгия ! \| Аджай Митчелл \| 196 см \| 86 кг \| Санта-Барбара \| \| З/Ф \| 34 \| ! \| Кенрик Уильямс \| 198 см \| 95 кг \| ТКУ \| \| З \| 44 \| Сербия ! \| Никола Топич \| 198 см \| 91 кг \| Сербия \| \| Ц \| 55 \| Германия ! \| Айзея Хартенштейн \| 213 см \| 113 кг \| Германия \| | Главный тренер - Марк Дэйно Ассистенты тренера - Дэвид Акиннуое - Дэйв Блисс - Чип Энгелланд - Грант Гиббс - Коннор Джонсон - Эрик Мэйнор - Майк Уилкс Состав • Переходы Последнее изменение: 14 июля 2025 года |            |                        |        |        |                 |
| Поз. | № | Гражд.     | Имя                    | Рост   | Вес    | Откуда          |
| З | 2 | Канада !   | Шей Гилджес-Александер | 198 см | 88 кг  | Кентукки        |
| З/Ф | 5 | Канада !   | Лугенц Дорт            | 193 см | 100 кг | Аризона Стэйт   |
| Ц | 6 | !          | Джейлин Уильямс        | 206 см | 109 кг | Арканзас        |
| Ф/Ц | 7 | !          | Чет Холмгрен           | 216 см | 94 кг  | Гонзага         |
| Ф | 8 | !          | Джейлен Уильямс        | 196 см | 96 кг  | Санта-Клара     |
| З | 9 | !          | Алекс Карусо           | 196 см | 84 кг  | Техас A&M       |
| З | 11 | !          | Айзея Джо              | 191 см | 75 кг  | Арканзас        |
| Ц | 12 | !          | Томас Сорбер           | 206 см | 119 кг | Джорджтаун      |
| Ф | 13 | Франция !  | Усман Дьенг            | 206 см | 84 кг  | Франция         |
| Ц | 15 | !          | Брэнден Карлсон        | 213 см | 100 кг | Юта             |
| З | 21 | !          | Аарон Уиггинс          | 196 см | 86 кг  | Мэриленд        |
| З | 22 | !          | Кэйсон Уоллес          | 191 см | 88 кг  | Кентукки        |
| Ф | 23 | !          | Брукс Барнхайзер       | 198 см | 104 кг | Северо-Западный |
| З | 25 | Бельгия !  | Аджай Митчелл          | 196 см | 86 кг  | Санта-Барбара   |
| З/Ф | 34 | !          | Кенрик Уильямс         | 198 см | 95 кг  | ТКУ             |
| З | 44 | Сербия !   | Никола Топич           | 198 см | 91 кг  | Сербия          |
| Ц | 55 | Германия ! | Айзея Хартенштейн      | 213 см | 113 кг | Германия        |